# Reno De Medici
Reno De Medici S.p.A è una società italiana primo produttore in Italia e in Europa di cartoncino ricavato da materiale riciclato e destinato a vari settori, dall'imballaggio all'editoria, dall'industria dei detersivi e detergenti alle bevande, dalla cosmetica alla farmaceutica. La sua capacità produttiva è ripartita su dieci stabilimenti in Italia, Spagna, Francia e Germania. 
È stata quotata dal 1996 al 2021 alla Borsa di Milano.

## Storia
L'azienda nasce nel 1967 come Cartiera del Reno con sede a Milano, cartiera a Marzabotto, provincia di Bologna, e una capacità produttiva di 8000 tonnellate di cartone all'anno. Negli anni successivi, l'azienda ha costantemente ampliato le proprie capacità attraverso investimenti e acquisizioni. Con l'acquisizione nel 1986 di Cartiera Binda de Medici con stabilimento a Cirié, Torino, il nome fu cambiato in Reno de Medici. 
Nel 1996 il gruppo Reno De Medici fu quotato alla Borsa di Milano. Nel 1997 fu realizzata la fusione di Reno de Medici in S.A.F.F.A. e la società acquisì la divisione cartotecnica Bianchi Saffapack, la Saffa Immobiliare, la Italmatch, diverse minori partecipazioni e la maggioranza di Sarrio’ (Spagna). L’anno successivo Reno De Medici incorporò Sarriò, principale partecipazione della ex Saffa, diventando il secondo produttore europeo di cartoncino a base di riciclato. Quell'anno la produzione era aumentata a 950.000 tonnellate con una quota di mercato europea del 20% nei prodotti in cartone.
Dal 2008, il gruppo si è fuso con i siti europei della società canadese Cascades. De Medici aveva una quota del 70% e Cascades una quota del 30%. Cascades ha portato alla fusione i siti di cartone per il riciclaggio di Arnsberg e Blendecques, nonché il centro di taglio di Wednesbury e la società di vendita congiunta Careo. Nel giugno 2013, Cascades è diventata il maggior azionista di Reno De Medici con una partecipazione del 57,6% delle azioni ordinarie.
Nel luglio 2021 il Gruppo Reno De Medici ha acquisito la società olandese Eska, specializzata nel cartoncino ad alto spessore e con due stabilimenti nei Paesi Bassi, per poco meno di 150 milioni di euro.

### Delisting dalla Borsa
Sempre nel luglio 2021 la società di private equity Apollo Global Management rileva il 67% del gruppo per 3,654 miliardi e lancia un'OPA sulle azioni in Borsa per il delisting. Nel dicembre 2021 il gruppo lascia dopo 25 anni la Borsa di Milano  in seguito al successo dell'OPA lanciata da Rimini BidCo, società controllata da fondi di investimento gestiti da Apollo Global Management.